# 布魯士-巴丁登計劃探案
《布鲁士-巴丁登計劃探案》（英語：The Adventure of the Bruce-Partington Plans），又譯名為「布魯斯－帕丁頓計畫探案」，柯南·道爾所著的福爾摩斯探案的56個短篇故事之一，收錄於《最後致意》。

## 故事簡介
名偵探夏洛克·福爾摩斯的哥哥邁克羅夫特·福爾摩斯主動向福爾摩斯求助，因為國防的一件重要文件被偷去。負責保管國防潛艇文件的一名職員，被發現伏屍在鐵路上，身上有七份國家的機密文件，另外有三份懷疑被偷去。福爾摩斯視察過案發現場後，認為屍體是擺放在火車頂上，火車行駛時跌落在路軌上。於是他要求哥哥查出所有間諜的住址，及又發現只有一個間諜住在鐵路上的單位。福爾摩斯又查出機密文件其中一位管理員的弟弟欠下了巨債。所以認定是該弟弟偷了文件交給間諜，而死者是為了阻止文件被盜去而被殺。于是，他们潜入间谍的家中并设下埋伏，抓住了管理员的弟弟，又利用他抓住了间谍，找回了布鲁士-巴丁登计划。

## 改編作品
- BBC電視劇第一季第三集《偉大遊戲》有部分劇情改編自本書[2][3]。